# Hauptstraße 15 (Greuth)

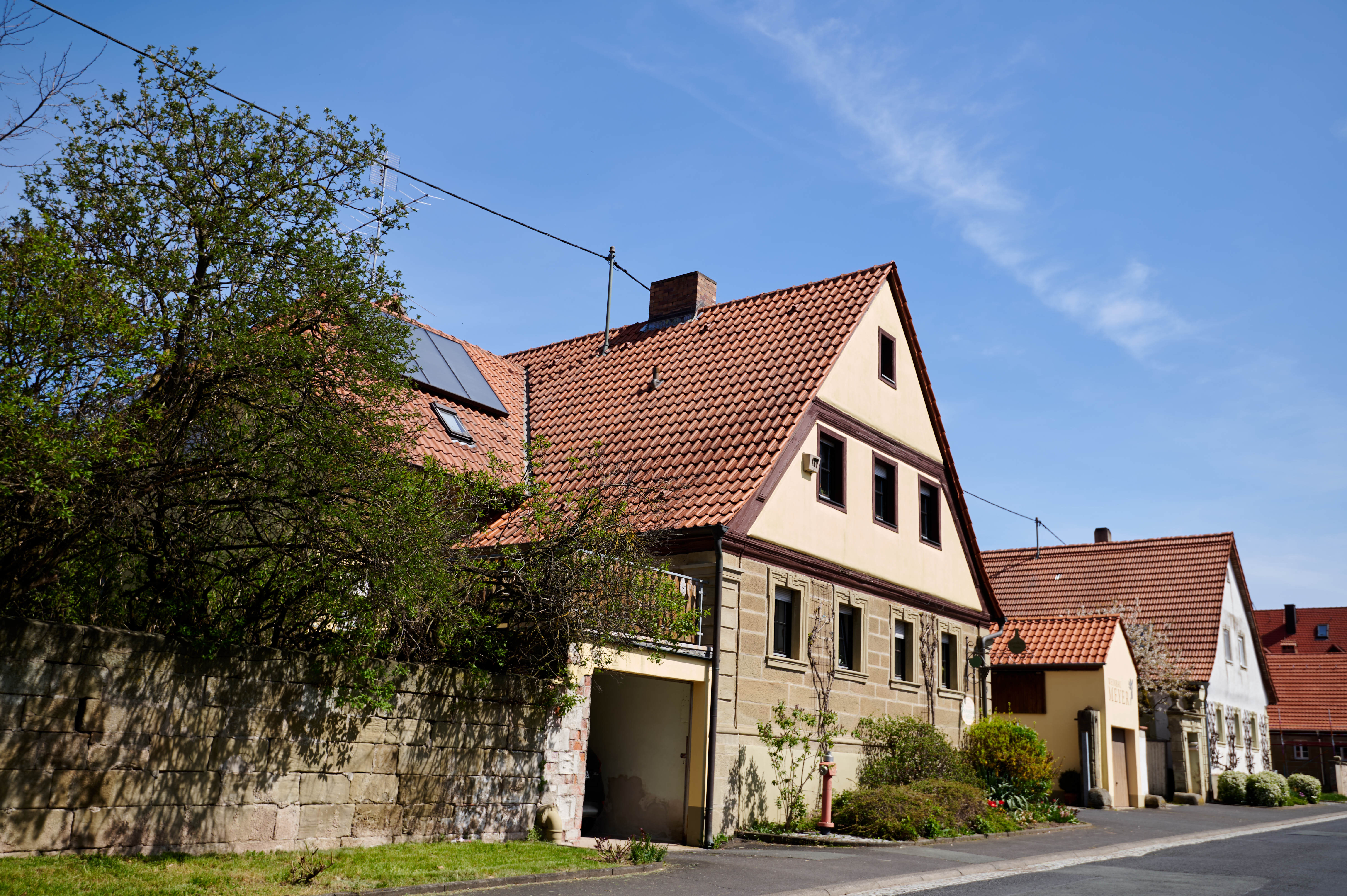
Haus Hauptstraße 15

Das Haus Hauptstraße 15 (früher Hausnummer 4) ist ein denkmalgeschütztes Gebäude im Casteller Gemeindeteil Greuth im unterfränkischen Landkreis Kitzingen.

## Geschichte
Wahrscheinlich geht das Haus auf die zweite Hälfte des 18. Jahrhunderts zurück. In den Türstöcken des Eingangs war noch im Jahr 2000 die Jahreszahl 1787 zu finden. Das Wohnhaus selbst wurde 1794 fertiggestellt. Eine Scheune, die mit einem Gewölbekeller ausgestattet war, ergänzte man im Jahr 1822. Die im Kellerhals angebrachte Inschrift gibt Hinweis auf den Erbauer der Scheune, einen gewissen Johann Michael Löhel. Dieser hatte das Anwesen von Johann Conrad Schneider erhalten. 1934 entstand ein Viehstall in gleicher Achse mit dem Wohnhaus.
Die Bewohner des Hauses sind erst ab dem Jahr 1955 lückenlos nachweisbar. Zunächst lebte hier das Ehepaar Meyer aus Rödelsee, die den Hof von Martin und Elisabeth Knauer übernommen hatten. Die Meyers ergänzten das Haus in den 1960er und 1970er Jahren um einen Scheunenanbau und einen Schweinestall, sowie die Anlage einer Güllegrube. 1984 wurde ein Teil des Wohnhauses abgebrochen und neu errichtet. Im Zuge des Neubaus verschwanden auch die alten Türstöcke. Gleichzeitig wurden auch die Schweineställe entfernt.
1987 gelangte das Haus an den Sohn des Ehepaar Meyers, der als Landwirt und Winzer tätig war. Meyer trieb die Umbauten am Hof weiter voran. So wandelte man 1990 den Viehstall zu einem Weinlager mit Brennerei und Vinothek um. Gleichzeitig begann der Betrieb die Selbstvermarktung des angebauten Weines. 1997 verschwand die alte Gerätehalle im Garten. Im Haus wuchs die zwischen 2019 und 2021 amtierende Fränkische Weinkönigin Carolin Meyer auf, die 2021 das Weingut der Eltern übernahm. Das Bayerische Landesamt für Denkmalpflege ordnet den erhaltenen Teil des alten Wohnhauses als Baudenkmal ein.

## Beschreibung
Das Haus präsentiert sich als eingeschossiges Giebelhaus, das besonders typisch für die kleinen Dörfer des Steigerwaldvorlandes ist. Während das Erdgeschoss in Massivbauweise entstand, wurde der hoch aufgragende Giebel mit Fachwerk gearbeitet. Heute ist das Fachwerk allerdings unter einer Putzschicht verborgen, lediglich die zwei Dachgeschosse sind durch einen unbedeckten Balken kenntlich gemacht. Das Haus entstand mit einigen Fassadengliederungen, so weist es Eckpilaster und geohrte Fensterrahmungen auf. Es erinnert in seinem Erscheinungsbild an das Haus Hauptstraße 20.